# Opius terebratus
Opius terebratus är en stekelart som beskrevs av Fischer 1968. Opius terebratus ingår i släktet Opius och familjen bracksteklar. Inga underarter finns listade i Catalogue of Life.